# 시전동
시전동(枾田洞)은 대한민국 전라남도 여수시의 동이다.

## 연혁
1897년 : (조선 광무 원년) 여수군 설치
1931년 : 여수군 여수면이 여수읍으로 승격
1949. 8. 13. : 여수읍이 여수시로 승격, 여수군이 여천군으로 개칭(쌍봉면)
1976. 9. 1. : 여천지구출장소 개소(쌍봉면)
1986. 1. 1. : 여천지구출장소가 여천시로 승격(시전동)
1998. 4. 1. : 통합 여수시 개청(시전동)

## 법정동
- 시전동(枾田洞)
- 신기동(新基洞)
- 웅천동(熊川洞)

### 교통
- 여수공항 (12km)
- 여천역 (3km)

## 교육
- 시전초등학교 (망마로 82-17, 신기동)
- 신기초등학교 (여천체육공원길 24, 신기동)
- 여수송현초등학교 (웅천로 219, 웅천동)
- 웅천초등학교 (웅천중앙로 61, 웅천동)
- 예울초등학교 (웅천북4로 9, 웅천동)
- 여수웅천중학교 (웅천북로 24, 웅천동)

## 기관
- 시전동주민센터 (시전6길 16, 신기동)
- 신기파출소 (새터로 31, 신기동)
- 여수신기동우체국 (새터로 47, 신기동)
- 호남지방통계청 여수사무소 (예울마루로 35-23, 웅천동)
- DB생명보험 여수지점 (예울마루로 35-64, 웅천동)
- KB손해보험 여수지점 (예울마루로 41, 웅천동)
- GS칼텍스 예울마루 (예울마루로 100, 시전동)
- 국민건강보험공단 여수지사 (여서로 86, 웅천동)
- 여수시보훈회관 (신월로 51, 웅천동)
- 예울병원 (신월로 114, 웅천동)
- 여수한국병원 (여천체육공원길 10, 신기동)
- 망마경기장 (여천체육공원길 49, 신기동)
- 웅천마리나호텔 (웅천로 83, 웅천동)
- 베이원파크호텔 (웅천로 90, 웅천동)
- 광주은행 여수웅천지점 (웅천로 134, 웅천동)
- 한화생명금융서비스 학동지점 (웅천로 134, 웅천동)
- 여수 오충사 (웅천로 356, 웅천동)
- 이순신도서관 (웅천6길 51, 웅천동)
- 웅천퍼스트시티호텔 (웅천남1로 52, 웅천동)
- 한화호텔앤드리조트 여수벨메르 (웅천남4로 17, 웅천동)
- DB손해보험 여수지점 (웅천남6로 13, 웅천동)
- 한국국토정보공사 여수지사 (웅천북1로 12, 웅천동)
- 광주지방고용노동청 여수지청 (웅천북로 33, 웅천동)
- 여수세관 (웅천북로 39, 웅천동)
- 메리츠화재 여수지점 (신기남2길 20, 신기동)
- 신기동성당 (신기북6길 17, 신기동)
- IBK기업은행 여천지점 (선소로 80, 신기동)

## 여가
- 흥국상가

## 영화관
- CGV 여수웅천 (웅천로 19-35, 웅천동)
- 메가박스 여수웅천 (신월로 96, 웅천동)

## 금융
- 근해유망수협 웅천지점 (웅천로 108, 웅천동)
- 여수중부새마을금고 본점 (웅천로 124, 웅천동)
- 여수원예농협 웅천지점 (웅천로 130, 웅천동)
- 여수신협 웅천지점 (웅천로 371, 웅천동)
- 여수서부새마을금고 웅천지점 (예울마루로 37-16, 웅천동)
- 여천농협 신웅천지점 (예울마루로 37-26, 웅천동)

## 공원
- 신기공원
- 신기4어린이공원
- 신기5공원
- 신기9공원
- 장도

## 주거
| 단지명                  | 건설사     | 시행사     | 주소              | 입주        | 비고          |
| ----------------------- | ---------- | ---------- | ----------------- | ----------- | ------------- |
| 웅천부영 1차            | ㈜부영주택 | ㈜부영주택 | 웅천로 189        | 2015년 5월  |               |
| 웅천부영 2차            | ㈜부영주택 | ㈜부영주택 | 웅천로 319        | 2015년 7월  |               |
| 웅천부영 3차            | ㈜부영주택 | ㈜부영주택 | 웅천로 291        | 2015년 7월  | 분양전환      |
| 웅천부영 5차            | ㈜부영주택 | ㈜부영주택 | 웅천로 190        | 2017년 11월 | 공공임대      |
| 웅천포레스트 부영 1단지 | ㈜부영주택 | ㈜부영주택 | 웅천로 292        | 2021년 11월 | 10년 공공임대 |
| 웅천포레스트 부영 2단지 | ㈜부영주택 | ㈜부영주택 | 여서로 55         | 2021년 11월 | 10년 공공임대 |
| 웅천 더힐 1단지         | ㈜부영주택 | ㈜부영주택 | 웅천로 262        | 2022년 4월  |               |
| 웅천 더힐 2단지         | ㈜부영주택 | ㈜부영주택 | 여서로 58         | 2022년 4월  |               |
| 신기 우림필유           | ㈜우림건설 | ㈜파인빌   | 여천체육공원길 52 | 2008년 9월  |               |
| 시전 우미타운           | 우미건설   | ㈜우미주택 |                   | 1996년 2월  |               |
| 대광로제비앙 센텀 29    | 대광건영㈜ | 대국개발㈜ | 신기북7길 30      | 2023년 7월  |               |

## 명소
- 선소유적지
- 선소마을벅수

## 도로명주소 목록
- 망마로
- 새터로
- 선소로
- 선소마을길
- 시전1길
- 시전2길
- 시전3길
- 시전4길
- 시전5길
- 시전6길
- 신기남1길
- 신기남2길
- 신기남3길
- 신기남4길
- 신기남길
- 신기북1길
- 신기북2길
- 신기북3길
- 신기북4길
- 신기북5길
- 신기북6길
- 신기북7길
- 신월로
- 쌍봉로
- 여서로
- 여천체육공원길
- 예울마루로
- 웅남1길
- 웅남2길
- 웅남3길
- 웅남4길
- 웅남5길
- 웅천2길
- 웅천3길
- 웅천4길
- 웅천5길
- 웅천6길
- 웅천7길
- 웅천8길
- 웅천15길
- 웅천남1길
- 웅천남2길
- 웅천남4길
- 웅천남5길
- 웅천남6길
- 웅천남7길
- 웅천남8길
- 웅천로
- 웅천북1로
- 웅천북2로
- 웅천북3로
- 웅천북4로
- 웅천북로
- 웅천중앙로
- 흥국로
- 흥국상가길